# Fate/strange Fake
Fate/strange Fake (フェイト/ストレンジフェイク?, Feito/sutorenji Feiku) è una serie di light novel scritta da Ryōgo Narita e illustrata da Morii Shizuki. Essa costituisce uno spin-off della visual novel Fate/stay night.

## Genesi
In origine era stato pubblicato nel 2010, come un pesce d'aprile, sulla homepage di Narita con il titolo Fake/states night e presentato come il prologo e l'introduzione di un gioco di ruolo. In seguito fu rimosso, ma immediatamente ripubblicato sotto forma di light novel, con illustrazioni di Morii Shizuki. Visto lo scalpore suscitato dagli appassionati, si decise di ampliare la trama trasformandola in una serie regolare di light novel e manga apportando modifiche al titolo rinominandolo Fate/strange Fake.
Il progetto fu presentato, con un breve trailer, durante una conferenza stampa dedicata tenutasi a luglio 2014, dove furono inoltre annunciati la serie anime Fate/stay night: Unlimited Blade Works e la trilogia cinematografica di Fate/stay night: Heaven's Feel, il tutto in occasione del decennale dall'uscita della novel originale.

## Trama
Le vicende si svolgono nel 2009, dove un'organizzazione di maghi statunitense, distaccatasi dall'Associazione dei Maghi di Londra alla fine della Terza Guerra del Santo Graal di Fuyuki, decide di tentare l'impossibile: progettare e mettere in atto una propria Guerra del Santo Graal prendendo come modello la terza. La città predisposta all'evento è Snowfield in Nevada, ma da come facile previsione qualcosa va storto: oltre all'iniziale assenza della classe Saber, tutti gli altri Servant evocati risultano essere personaggi dall'indole distorta e lungi dall'essere considerati "eroi" nel senso classico del termine.

## Personaggi

### Master
Ayaka Sajyou (アヤカ・サジョウ?, Sajō Ayaka)
Doppiata da: Kana Hanazawa
La Master di Saber, la quale prende il posto di Cashura dopo che viene ucciso dal Falso Assassin. Viene rivelato che si tratta della "Persona A", una residente della città di Fuyuki scomparsa a seguito di un suicidio familiare un mese dopo; l'episodio ha generato una storia di fantasmi conosciuta dagli studenti dell'Accademia Homurahara come "Cappuccetto rosso degli Appartamenti Semina". Ayaka è estremamente introversa e ha paura degli ascensori a causa della storia, oltre a essere l'unica che riesce a vedere la bambina della vicenda. È la controparte di quest'universo dell'Ayaka Sajyou di Fate/Prototype, ma è presente anche un'altra omonima, sia di nome che di aspetto, la quale è una degli studenti di Lord El-Melloi II situata in Romania. Inizialmente restia a partecipare alla Guerra, sceglie di rimanere per poter supportare Saber verso cui si è legata.
Tiné Chelc (ティーネ・チェルク?, Tīne Cheruku)
Doppiata da: Sumire Morohoshi
La Master del Falso Archer, appartenente alla tribù indigena originaria di Snowfield, il cui desiderio è solamente quello di riappropriarsi della propria terra natale dopo che il governo e il gruppo di maghi, all'inizio del ventesimo secolo, gliel'hanno sottratta per preparare la nuova Guerra del Santo Graal. Nonostante la giovane età di dodici anni viene scelta come capo della tribù, divenendo piuttosto solenne e stoica, per poi uccidere il mago che ha evocato Gilgamesh dopo avergli sottratto gli Incantesimi di comando. A differenza dei maghi comuni i suoi circuiti magici sono direttamente collegati alla leyline di Snowfield, permettendole di utilizzare potenti magie con la massima efficienza anche senza incantesimi, ma rischiando di morire se vi si allontana.
Tsubaki Kurouka (繰丘 椿?, Kuruoka Tsubaki)
Doppiata da: Aoi Koga
La Master del Falso Rider. È una ragazzina di dodici anni che è stata crudelmente sottoposta agli esperimenti dei genitori, volti ad aumentare le sue abilità magiche come un modo per promuovere il loro futuro nel mondo della magia e basandosi su una parziale conoscenza dell'entomanzia di Zouken Matou. Le sono stati iniettati dei batteri magici che hanno sortito l'effetto sperato, ma alcuni di essi sono andati fuori controllo e hanno aggredito il suo cervello, mandandola in coma e venendo ricoverata in ospedale dove viene accudita dalla dottoressa Amelia Levitt. Tsubaki ora vive in una proiezione di Snowfield identica a quella vera ma completamente vuota dove, grazie al Falso Rider, è in grado di usare facilmente la magia. Tuttavia, Tsubaki desidera diventare effettivamente un mago, cosa ritenuta impossibile normalmente, e il Falso Rider deduce che solo il Graal, essendo connesso alla Terza Magia, può renderlo fattibile. Rimane perlopiù ignara degli eventi della guerra.
Orlando Reeve (オーランド・リーヴ?, Ōrando Rīvu)
Doppiato da: Wataru Hatano
Il Master del Falso Caster. È un mago e il capo della polizia di Snowfield, disposto a utilizzare anche i suoi uomini per vincere la Guerra a cui dà il nome di Clan Calatin, dal nome del clan di guerrieri che combatterono contro Cu Chulainn; resta deluso dalla decisione del governo di estendere l'invito dei partecipanti agli estranei. Uomo serio e solenne, ha un difficile rapporto con Caster visto il carattere di quest'ultimo. Collabora strettamente con Faldeus Dioland e (seppur controvoglia) Francesca. Catturati Ayaka e Saber lui e i suoi uomini vengono raggiunti dal Falso Assassin e da Jester Karture, salvandosi grazie all'intervento di Hansa Cervantes. In seguito si allea con Flat Escardos per mettere in sicurezza Tsubaki Kurouka, con i loro sforzi che vengono ostacolati dal Vero Archer.
Jester Karture (ジェスター・カルトゥーレ?, Jesutā Karutūre)
Doppiato da: Tatsumaru Tachibana
Il Master del Falso Assassin. È un Apostolo della morte noto come Revolver a sei cuori, in quanto possiede sei tatuaggi sul petto contenenti un nucleo concettuale come quello di un mago, e cambiandone la posizione è in grado di mutare il proprio aspetto. La sua forma originale è quella di una bambina chiamata Dorothea (ドロテア?). Desidera il Santo Graal per poter risvegliare il "Ragno", ovvero il Type Mercury ORT, e morire insieme al mondo, e poiché è la sua prima volta ha studiato a fondo la natura del rituale scegliendo di evocare un Servant di classe Assassin. Tuttavia, viene ucciso insieme a dieci suoi discepoli dal Falso Assassin a causa delle credenze di quest'ultima verso la Guerra. Rigeneratosi Jester scopre di avere un nuovo scopo nella vita, ovvero distruggere la fede del suo Servant.
Flat Escardos (フラット・エスカルドス?, Furatto Esukarudosu)
Doppiato da: Yoshitsugu Matsuoka
Il Master del Falso Berserker. Figlio maggiore di una famiglia di maghi dotato di incredibile talento, tanto che non solo è in grado di tradurre l'antica magia della famiglia Escardos - che nemmeno il capofamiglia era in grado di capire - ma anche di combinare incantesimi del passato in nuove forme di magia. Questo potere travolgente, tuttavia, portò Flat a essere considerato una persona innaturale e pericolosa persino dalla sua famiglia, che provò addirittura diverse volte a ucciderlo ma sopravvivendo grazie a un'entità che si rivelerà in seguito Thia Escardos. In seguito incontrò una maga che gli consigliò di studiare alla Torre dell'Orologio, dove, però, trovò difficoltà a farsi accettare dai professori a causa del suo temperamento eccentrico fino a quando non incontrò Lord El-Melloi II. Sebbene avesse sviluppato rapidamente i suoi talenti magici nei dieci anni successivi e superato tutti i suoi coetanei, i problemi con la sua personalità gli hanno impedito di laurearsi per quasi vent'anni. Venuto a sapere della Falsa Guerra del Santo Graal decide di parteciparvi con il solo scopo di vedere la reliquia, evocando come suo Servant Jack lo squartatore. Dopo un breve diverbio Flat sceglie di allearsi con Orlando Reeve per salvare Tsubaki Kurouka dalla sua condizione, scontrandosi con il Vero Archer che sottrae uno dei Noble Phantasm di Jack per, poi, venire intrappolato nel mondo onirico della bambina dal Falso Rider insieme al gruppo di Hansa, cercando contemporaneamente di uscirvi e sconfiggere Jester Karture. Una volta fuori Flat cerca di spiegare ad Ayaka chi sia, ma viene ucciso dagli uomini di Faldeus e dal suo corpo emerge Thia.
Lupo (狼?, Ōkami)
Il Master del Falso Lancer. Una bestia sintetica con le sembianze di un lupo d'argento creato con lo scopo di servire unicamente come catalizzatore del suo creatore, il quale voleva evocare un essere più antico dell'Origine degli Eroi. Inspiegabilmente, però, è il lupo a ricevere gli Incantesimi di comando e a evocare Enkidu, che lo salva dal mago e con cui riesce a comunicare. Nonostante di solito sia diffidente nei confronti degli umani si avvicina molto ad Ayaka. A seguito della sconfitta di Gilgamesh contro Alcide decide di aiutare Tiné Chelc a guarirlo, facendole trasferire da Enkidu la propria energia magica.
Faldeus Dioland (ファルデウス・ディオランド?, Farudeusu Diorando)
Doppiato da: Junya Enoki
Il Master del Vero Assassin. Appartiene alla misteriosa organizzazione responsabile della Falsa Guerra del Santo Graal e, nonostante sembri aver appena superato i venticinque anni, è a conoscenza degli eventi di settant'anni prima come se li avesse vissuti personalmente. Andò sotto copertura all'interno dell'Associazione dei Maghi per poter diffondere la notizia del rituale, divenendo allievo di Langal creandosi una certa reputazione. Nonostante la sua vena spietata mantiene una personalità ottimista anche quando ordina di uccidere le persone e affronta i pericoli senza sembrare minaccioso. Crede che la migliore forma di sollievo dallo stress sia eliminarne le cause - che nella Guerra del Santo Graal significa la rapida eliminazione dei Master più pericolosi o problematici, come il creatore del Master del Falso Lancer che avrebbe rischiato di provocare il caos pur di riprendersi gli Incantesimi di comando. Non è, però, completamente amorale, in quanto mostra di tenere ai suoi soldati e nutre sentimenti patriottici verso l'America. In quanto membro dell'organizzazione americana dei maghi che si schiera dalla parte dell'era attuale contro il passato, è appassionato di armi moderne, arrivando a uccidere un mago con un normale coltellino svizzero piuttosto che con un codice mistico incantato solo per umiliare i loro antenati. Mandato assieme al suo maestro dall'Associazione dei Maghi per indagare sul rituale della nuova guerra a Snowfield, Faldeus si rivela e uccide Langal, scoprendo, però, che è solo uno dei suoi fantocci ma utilizzandolo per trasmettere l'inizio della guerra. Col proseguire degli eventi ormai divenuti ingestibili, viene informato della decisione dei suoi superiori di emanare il codice 983 "Aurora fall" e spazzare via Snowfield, ordinando alla sua squadra di ritirarsi il quinto giorno dopo i loro ultimi tentativi di porre rimedio alla situazione.
Badzilot Cordileon (バズディロット・コーデリオン?, Bazudirotto Kōderion)
Il Master del Vero Archer. Noto al pubblico come l'amministratore delegato di un'azienda di trattamento dei rifiuti industriali, è in realtà uno spietato assassino e uno dei leader della famiglia Scladio, un'organizzazione mafiosa americana che concede servizi e protezione ad altri maghi in cambio di potere e influenza. Rimane sempre calmo, senza mai mostrare scoppi emotivi o reazioni improvvise, portando Faldeus a ipotizzare che quando utilizza il fango del Graal Badzillot non cerca di resistervi in quanto la sua stessa personalità lo rende già (di per sé) pazzo. Viene raccomandato dal capofamiglia Galvarosso a Francesca per renderlo un Master in quanto è in grado di maneggiare il fango del Graal, cosa che quest'ultima accetta consegnandogli sia la sostanza che il catalizzatore con cui evocare Eracle. Vedendo il totale rifiuto del suo Servant di commettere atti non eroici, ad esempio se è in grado di uccidere un bambino, Bazdilot usa tutti e tre i suoi Incantesimi di comando (non cercare scuse, ricordare gli umani che vede e accettare la natura umana) e il fango del Graal per distorcerlo in una forma più antieroica. Il suo laboratorio viene distrutto dagli sforzi di Haruri Borzak, Fillia e Huwawa, costringendolo a trovare una nuova base per, poi, concentrarsi sull'eliminazione di Tsubaki Kuruoka prima che venga messa al sicuro dalle forze di polizia. Dopo aver saputo della morte di Galvarosso e che Alcide sta resistendo al veleno dell'idra al prezzo di avvicinarsi sempre più alla follia, Badzilot decide di usare il tempo che gli resta per vincere la guerra ed esaudire il desiderio del suo Servant così da vendicarsi degli assassini del suo capo.
Francesca Prelati (フランチェスカ・プレラーティ?, Furanchesuka Purerāti)
Doppiata da: Maaya Uchida
La Master del Vero Caster, la cui vera identità è quella di Francesco Prelati, alchimista italiano e mentore di Gilles de Rais in ambito occulto. Sebbene originariamente maschio e la sua prima morte lo abbia reso uno Spirito eroico, Francesco è sopravvissuto possedendo numerosi corpi nel corso degli anni, durante i quali venne sopraffatto solo in sette occasioni: Kischur Zelretch Schweinorg, Saint-Germain, la "strega consolatrice che è eternamente viva" April, Van-Fem, Satsuki Kurogiri, i suoi insegnanti di magia e Touko Aozaki. Appare come una ragazza amichevole e carina che nasconde una natura estremamente crudele, provando immenso piacere nel vedere gli altri disperarsi o soffrire. È un'alleata dell'organizzazione americana dietro la Falsa Guerra del Santo Graal, con Orlando Reeve che la definisce un'estranea ma venendo a sua volta chiamato "novellino", sottintendendo come anche se non fa parte del gruppo vi collabora da molto tempo. Afferma di odiare gli Apostoli della morte e di essere dalla parte dell'umanità, ma Orlando sa che stanno solo "litigando per il cibo". Il suo desiderio per il Graal è l'eliminazione della magia attraverso il progresso della tecnologia umana, così da poter aprire il labirinto di Caubac Alcatraz per ottenere "il microcosmo del mondo" Hibiki Hibino. Diventa essenziale nella Guerra del Santo Graal di Snowfield avendo osservato quelle di Fuyuki, contribuendo alla costruzione del Graal e alla scelta dei Master. Dopo aver evocato sé stesso come Vero Caster usando il proprio corpo come catalizzatore Francesca osserva gli eventi della guerra da un dirigibile, evocato dal suo Servant e posizionato al livello più basso della stratosfera.
Sigma (シグマ?, Shiguma)
Il Master di Watcher. È nato dallo stupro di Maiya Hisau (personaggio secondario apparso in Fate/Zero) ad opera di un soldato con dei circuiti magici, portatole via fin da subito e cresciuto insieme ad altri ventiquattro bambini soldato che usavano la magia per un governo sconosciuto, il quale assegnò loro lettere greche come nomi in codice. Dopo la caduta del governo a opera della Torre dell'Orologio per proteggere i segreti della Taumaturgia, Sigma divenne un mercenario fino a quando non fu scoperto da Francesca e assunto per partecipare alla Guerra del Santo Graal di Snowfield, considerandolo la sua pedina preferita. A causa degli esperimenti che sono stati condotti su di lui Sigma è destinato a morire in fretta, mantenendo il suo aspetto giovanile fino al momento del trapasso. È piuttosto freddo, non possiede alcun desiderio o qualcosa in cui credere, ma dopo aver convocato il suo Servant inizia a considerarsi più unico, prendendo le proprie decisioni che vanno contro i suoi superiori. È destinato a diventare il Vero Lancer mentre è ancora vivo tramite le prove di Watcher, del quale nasconde l'identità affermando di aver convocato come Lancer Charlie Chaplin. Si unisce al gruppo di Ayaka, mantenendosi comunque in contatto con Faldeus, per salvare Tsubaki Kurouka dal Vero Archer.
Haruri Borzak (ハルリ・ボルザーク?, Haruri Boruzāku)
La Master del Vero Berserker. È la nipote di Odd Borzak, il mago ucciso da Natalia Kaminski, mentore di Kiritsugu Emiya, negli eventi raccontati in Fate/Zero, la cui famiglia venne, poi, ferocemente attaccata e saccheggiata per le sue ricerche, lasciando solo Haruri come unica sopravvissuta. Venne accolta da un mago della Torre dell'Orologio di nome Yatagarasu che divenne il suo tutore legale, decidendo in seguito di partecipare alla Guerra del Santo Graal di Snowfield per chiedere al Graal di rendere inefficaci tutti i metodi di occultamento utilizzati dai maghi, così da compromettere la segretezza della loro società e vendicarsi sul mondo magico; è, però, molto riluttante a fare del male agli altri, non sacrifica mai animali per la sua stregoneria ed esita persino a pronunciare la parola "uccidere". Cercando di evocare Thomas Edison come Servant al suo posto compare Huwawa, che prova immediatamente a ucciderla ma viene salvata da Ishtar che decide di seguire. Dopo la costruzione del Tempio di Neo Ishtar Haruri viene nominata alta sacerdotessa, semplicemente perché il suo nome fa rima con quello di Siduri.
Classe El-Melloi (エルメロイ教室?, Erumeroi kyōshitsu)
Gli studenti di Lord El-Melloi II e compagni di classe di Flat Escardos. Trenta di essi si recano a Snowfield dopo la morte di Flat e l'emergere di Thia Escardos rivelandosi come i Master collettivi del Vero Rider, tra cui: Verner Caesarmund, Svin Glascheit, Yvette L. Lehrman, Caules Forvedge, Nazica e Radia Pentel, Roland Berzinsky, Rin Tohsaka, Luviagelita Edelfelt, Fezgram vor Sembren, Org Rum e Mary Lil Fargo. Verner possiede due Incantesimi di comando propri, condividendo il terzo con tutta la classe tramite la sua Papilio Magia a eccezione di Yvette, dato che potrebbe tradirli ogni volta che lo trova divertente, evitando così che Verner muoia per il feedback ricevuto visto che l'incantesimo è collegato ai circuiti magici di altre persone.

### Servant
Watcher (ウォッチャー?, Wocchā)
Il Servant di Sigma, la cui vera identità è sconosciuta (nel manga appare come una grossa creatura simile a un capodoglio alato). Sebbene sia descritta come uno Spirito Eroico è più che altro un fenomeno anormale che sarebbe difficile definire un eroe, un dio o un demone. Lo scopo di Watcher non è quello di agire come Servant sostituto di una delle altre classi: è una "vedetta" che osserva la Guerra del Santo Graal, aiutando Sigma tramite le sue ombre che solo lui può vedere e sentire, e sottoponendolo a "prove irragionevoli" per farlo diventare il Vero Lancer mentre è ancora vivo.
Saber (セイバー?, Seibā) - Riccardo I (リチャード一世?, Richādo Issei)
Doppiato da: Yūki Ono
Famoso re guerriero inglese il cui coraggio gli valse l'appellativo Cuor di Leone, venendo elogiato persino dai suoi nemici come "il più grande cavaliere". In passato combatté insieme a Saladino e all'Hassan-i-Sabbah dell'epoca contro un Apostolo della morte durante la Terza Crociata. È conosciuto come il "Re errante", non perché fosse sempre diretto o di ritorno da un campo di battaglia ma perché fu il re che vagò oltre il confine tra storia e mito, l'ultimo in un'epoca in cui le fate e le rune erano ancora presenti. Mostra spesso una natura eccessivamente allegra ma anche un lato carismatico, oltre a essere un'amante della musica. I suoi Noble Phantasm sono: Rounds of Lionheart, utilizzando il proprio Saint Graph come catalizzatore per evocare individui con cui aveva legami in vita che lo supportano dalla sua ombra, il cui numero varia a seconda della fornitura di energia magica del suo Master e della terra in cui viene evocato - in questo caso sette -; ed Excalibur, ovvero la capacità di rilasciare lo stesso colpo della Spada sacra del pianeta utilizzando qualsiasi strumento che ne determina la forza, basato sulla sua abitudine in vita a professare qualsiasi cosa abbia tenuto in mano come la spada di Re Artù in quanto affascinato dalle leggende del Re dei Cavalieri raccontatele dalla madre. A causa della natura della Falsa Guerra non esiste un Servant di classe Saber, venendo convocato nella Vera Guerra da Cashura, il quale, però, cercava di evocare Re Artù ma venendo immediatamente ucciso dal Falso Assassin. Riccardo si lega, quindi, ad Ayaka Sajyou, alleandosi con Enkidu dopo avergli dimostrato la propria forza e il Falso Assassin per sconfiggere Jester Karture e riportare la Guerra del Santo Graal alla sua forma corretta, cui si unisce in seguito anche Sigma. Durante la missione per mettere in sicurezza Tsubaki Kurouka si scontra con Gilgamesh che lo sconfigge mentre cerca di proteggere la chiesa dove si è rifugiata Ayaka, finendo per essere catturati dal Falso Rider. Nel mondo onirico Francesca Prelati e la sua controparte Caster gli mostrano gli eventi della Quarta Guerra del Santo Graal e la verità su Artoria Pendragon per sminuire i suoi ideali, ma ciò rende Riccardo ancora più determinato, volendo usare il Graal per dimostrare che il regno di Artù non è stato un errore.
Falso Archer (偽アーチャー?, Nise Āchā) - Gilgamesh (ギルガメッシュ?, Girugamesshu)
Doppiato da: Tomokazu Seki
Il Re degli Eroi, già apparso nella Quarta e Quinta Guerra del Santo Graal. Diventa il Servant di Tiné Chelc dopo che quest'ultima uccide il suo Master originale, un mago il cui antenato trovò la chiave abbandonata della volta del tesoro di Gilgamesh e usata per il rituale di evocazione. Oltremodo arrogante, dovuto al fatto che la società moderna abbia macchiato il mondo che considera sua proprietà, dopo aver avvertito la presenza del suo vecchio amico Enkidu diventa più tranquillo, inaugurando insieme a lui l'inizio della guerra con un breve scontro interrotto dal Falso Rider. Durante la battaglia per la sicurezza di Tsubaki Kurouka tra Alcide contro il Clan Calatin e Jack lo squartatore, sconfigge Riccardo e si prepara a combattere di nuovo contro il Vero Archer, ma viene da questi ferito mortalmente quando Ishtar disattiva il suo Gate of Babylon con la chiave che aveva gettato in precedenza per, poi, essere impalato da Huwawa. Salvato da Tiné insieme a Enkidu, Gilgamesh cambia classe in Alter Ego, divenendo più giovane ma perdendo i suoi tratti divini che lo porta ad assumere un atteggiamento più umile.
Vero Archer (真アーチャー?, Shin Āchā) - Alcide (アルケイデス?, Arukeidesu)
Si tratta della versione umana di Eracle prima della sua ascensione divina, divenutolo dopo che Badzilot Cordileon ne ha distorto la natura utilizzando i suoi Incantesimi di comando e il fango del Graal, garantendogli anche le caratteristiche di un Avenger. Costretto a ricordare tutti i volti di quelli che conobbe in vita ma anche i terribili peccati del suo passato, si copre il viso con la Pelle della Bestia divina come punizione, affermando che non guarderà mai più le opere dell'uomo; prova anche un forte odio verso gli dèi, attaccando ferocemente chiunque sia in relazione con loro e usando qualunque potere (anche malvagio) purché sia di origine umana. Accetta di obbedire al suo Master per ottenere il Santo Graal così da cancellare il suo nome postumo, dichiarando, comunque, che nel momento in cui cesserà di essere utile lo ucciderà. I suoi Noble Phantasm sono: King's Order, che sostituisce God Hand come sublimazione delle sue Dodici fatiche permettendogli di usare altrettanti strumenti basati su di esse; Nine Lives, con cui può trarre il massimo della potenza dall'arma; e Reincarnation Pandora, ottenuto essendo diventato in parte Avenger che gli permette di rubare un Noble Phantasm e usarlo come suo, ma rendendosi vulnerabile alle azioni dei Master visto il collegamento che si crea tra lui e i Servant. Viene inviato all'ospedale per uccidere Tsubaki Kurouka, scontrandosi con il Clan Calatin e Jack lo squartatore a cui sottrae From Hell, ma ciò lo rende vulnerabile alla magia di Flat Escardos permettendo a John Wingard di ferirlo con un pugnale intriso del veleno dell'Idra. Ripresosi grazie al fango al suo interno Alcide si scaglia contro Gilgamesh, ferendolo grazie all'intervento di Ishtar e Huwawa, per poi salvarsi sia dal potere del Falso Rider che dall'imboscata di Ippolita. Tornato da Badzilot lo informa che, benché stia resistendo al veleno, è solo questione di tempo prima che il dolore lo spinga alla follia, motivo per cui il suo Master gli ordina semplicemente di vincere la guerra.
Falso Lancer (偽ランサー?, Nise Ransā) - Enkidu (エルキドゥ?, Erukidu)
Doppiato da: Yū Kobayashi
L'unico amico che Gilgamesh abbia mai avuto poiché era l'unico essere vivente in grado di lottare alla pari con lui. Curiosamente il suo sesso biologico non viene mai rivelato ed è impossibile comprenderlo osservandolo: i suoi tratti sono troppo delicati per un uomo ma troppo duri per una donna e la larga tunica che indossa nasconde qualunque curva. Tuttavia, essendo Enkidu creato dagli dèi modellando l'argilla, è di fatto asessuato; inoltre, essendo stato creato artificialmente, è in grado di plasmare il proprio corpo e rigenerarsi fintanto che assorbe l'energia magica dalla terra. Ha una forte connessione con la natura, riuscendo a comprendere i pensieri del suo Master nonostante sia un lupo. I suoi Noble Phantasm sono Age of Babylon, con cui crea diverse armi dal terreno, ed Enuma Elish, la sua forma da costrutto divino con le sembianze di catene perforanti grazie all'immensa quantità di energia sprigionata, motivo per cui viene posto sotto la classe Lancer. Una volta messo in fuga il creatore del suo Master e aver curato quest'ultimo, Enkidu percepisce la presenza di Gilgamesh ed è entusiasta di poter continuare la loro lotta, ma lo scontro viene interrotto a causa della presenza del Falso Rider, con i due che si promettono di incontrarsi di nuovo. Enkidu trasforma l'intera foresta in una sorta di Campo delimitato per tenere lontani gli invasori, fino all'arrivo di Ayaka e Riccardo, deliziandosi per la simpatia che il suo Master mostra alla ragazza e alleandosi con loro dopo aver valutato la forza del suo Servant. Percepisce vagamente l'apparizione di Watcher sostenendo che è simile agli esseri della sua epoca. Su richiesta del suo Master, Enkidu aiuta Tiné Chelc a guarire Gilgamesh donandole parte dell'energia magica del lupo; avendo, inoltre, dedotto che il Vero Berserker è Huwawa afferma di voler salvare anche lei.
Falso Rider (偽ライダー?, Nise Raidā) - Cavaliere pallido (ペイルライダー?, Peiru Raidā)
Uno dei quattro Cavalieri dell'Apocalisse, colui che esiste da tempo immemore e che continuerà a esistere nel lontano futuro, responsabile di aver scatenato diverse calamità come la peste nera e che prende le vite degli esseri viventi del pianeta per nutrirsi affinché ne nascano di nuove. Tuttavia, lo è solo di nome: è un'incarnazione del concetto della morte cui il Falso Santo Graal ha dato forma, presentandosi come una nuvola nera che comunica attraverso un suono stridente, come il "rumore raschiante di sciami di insetti che si combattono l'un l'altro". Risulta incapace di comprendere le emozioni umane e agisce solo seguendo gli ordini della sua Master o i propri istinti. Il motivo per cui viene convocato sotto la classe Rider è perché ha "cavalcato" verso il dominio sul mondo, e ciò rende il suo potere immenso. I suoi Noble Phantasm sono Doomsday Come, un Campo delimitato simile a uno pseudo-aldilà che ha come centro il proprio Master, in cui può trascinare il corpo fisico di un bersaglio, e Kagome Kagome, manifestando una moltitudine di cose che possono portare la morte e, con le giuste circostanze, riprodurre gli eventi della fine del mondo dei miti. Viene convocato da Tsubaki Kurouka nel suo mondo onirico, dandogli il soprannome "Signor Nero", per poi infettare e portare nell'altra realtà i suoi genitori così che siano una famiglia felice. Ferma la battaglia tra Gilgamesh ed Enkidu in quanto stavano spaventando la sua Master e, man mano che la Guerra avanza, trova e infetta sempre più vittime per lei. Jester Karture arriva nel mondo onirico convincendo Tsubaki (e per estensione il Falso Rider) a "salvare" le persone nello scontro tra il Vero Berserker e il Vero Archer. Quando le diverse fazioni scoprono l'identità di Tsubaki come Master, al segnale di Jester il Falso Rider attira tutti i combattenti nel mondo onirico, eliminando anche tre delle Cavalle di Diomede di Alcide e prendendo il controllo di Cerbero.
Vero Rider (真ライダー?, Shin Raidā) - Ippolita (ヒッポリュテー?, Hipporyutē)
Regina delle Amazzoni figlia di Ares e Otrera e sorella maggiore di Pentesilea, uccisa da Eracle nella sua nona fatica a causa di un inganno della dea Era. Ha l'aspetto di una ragazza energica tra i sedici e i diciotto anni. Evocata sotto la classe Rider in quanto predilige il combattimento a cavallo, Ippolita è affiancata da Kalion, un cavallo i cui movimenti rivaleggiano con quelli delle Bestie fantasma. Il suo unico Noble Phantasm al momento conosciuto è la sua fascia Goddess of War, ricavata da una propaggine dello stendardo di guerra di suo padre che aumenta notevolmente i parametri di divinità, forza, resistenza, agilità e mana. Appare all'improvviso durante la battaglia tra Gilgamesh e Alcide, colpendo quest'ultimo e scoprendo di avere davanti a sé una versione distorta dell'eroe conosciuto in vita in quanto non avrebbe mai cercato di colpire una bambina come Tiné Chelc, venendo, poi, interrotta da Francesco Prelati. Durante la battaglia all'ospedale usa segretamente la sua energia magica per proteggere alcune persone dall'onda di energia di Alcide, tendendogli un'imboscata ma non riuscendo a finirlo in quanto distratta dal fango del Graal, che spazza via grazie a un Incantesimo di comando del suo Master.
Falso Caster (偽キャスター?, Nise Kyasutā) - Alexandre Dumas (アレクサンドル・デュマ?, Arekusandoru Dyuma)
Doppiato da: Showtaro Morikubo
Celeberrimo autore francese dell'Ottocento, dotato di un fisico intimidatorio (anche se odia fare lavori manuali) e denti a scacchi che si alternano tra il bianco e il rosso. È estremamente chiassoso, passando da un argomento all'altro senza sosta e facendo anche bugie stravaganti e sfacciate. Sebbene non si consideri un eroe non gli dispiace essere adorato come tale, affermando invece che è suo compito crearli. Non ha alcun interesse per il Santo Graal perché non ha un desiderio che richiederebbe il suo potere, né gli importa come si svilupperà la guerra: vuole semplicemente agire come osservatore, accontentandosi del ruolo affidatogli dal Master mentre si gode il buon cibo e le belle donne, oltre a essere piuttosto preso sia da Internet che dalla televisione. I suoi Noble Phantasm sono: Grand Dictionnaire de Cuisine, basato sulle sue capacità di ispezione e revisione che modifica la sua abilità di classe in Costruzione di oggetti (revisione), permettendogli, dopo aver analizzato la storia degli oggetti, di concederne lo status di pseudo-Noble Phantasm scrivendo personalmente le loro storie; e Musketeers' Masquerade, sovrascrivendo la vita del bersaglio con le sue esperienze personali o momenti del suo lavoro letterario aumentandone la forza una sola volta per persona, può essere utilizzato un numero limitato di volte e solo su un essere umano. Viene evocato da Orlando Reeve esclusivamente per armare i suoi uomini, creando molteplici imitazioni di Noble Phantasm, per poi osservare lo scorrere degli eventi dalla sua stanza dove raccoglie informazioni sul mondo. Ricevuto il pugnale velenoso dell'idra Dumas lo rende un Noble Phantasm estremamente potente da usare contro Alcide e, durante la battaglia, incontra Flat Escardos, il quale, essendo suo grande fan, gli rivela della fama di suo figlio, cosa che lo rende orgoglioso e aiutandolo contro il Vero Archer.
Vero Caster (真キャスター?, Shin Kyasutā) - Francesco Prelati (フランソワ・プレラーティ?, Furansowa Purerāti)
Un chierico e alchimista italiano vissuto in Francia ai tempi di Giovanna d'Arco che divenne un caro amico di Gilles de Rais, aiutandolo nei suoi problemi finanziari per, poi, avvicinarlo alla magia nera. Alla fine fu giustiziato ma riuscì a sopravvivere reincarnandosi in diverse persone, oltre a venire sublimato come Spirito Eroico. Ha l'aspetto di un ragazzino con capelli bianchi e vestito elegantemente dietro cui si nasconde un'indole maliziosa, condividendo molti tratti della sua controparte vivente con cui si diverte. È un maestro delle illusioni il cui culmine è il Noble Phantasm Grand Illusion, la sublimazione della leggenda secondo cui rivelò la vera forma di Beelzebub (in realtà il Dio esterno Cthulhu), permettendogli di ingannare la struttura stessa del mondo; non può, invece, usare il suo libro di incantesimi in quanto, dopo averlo donato a Gilles, non fu in grado di riprodurlo, a meno che non gli venga restituito sul piano spirituale. Viene evocato dal suo sé originale ma non possiede i ricordi successivi alla sua prima morte. Viene inviato per fermare i combattimenti tra Gilgamesh, Alcide e Ippolita, e in seguito quello di Alcide e Bazdilot contro Huwawa, Haruri Borzak, e Philia. Osserva gli eventi della guerra insieme a Francesca a bordo del dirigibile che funge da suo laboratorio.
Falso Berserker (偽バーサーカー?, Nise Bāsākā) - Jack lo squartatore (ジャック・ザ・リッパー?, Jakku za Rippā)
Doppiato da: Kenyu Horiuchi
Più che il serial killer si tratta del mistero incarnato della sua leggenda, motivo per cui ha il potere di assumere qualsiasi aspetto ma neppure lui ricorda chi sia stato veramente, e il desiderio che vuole chiedere al Graal è proprio di saperlo. Ciò è dovuto al fatto che è stato evocato con la replica di un coltello del videogioco Night Wars of the British Empire, rendendolo molto più potente poiché destinata all'uso pubblico - si scoprirà, invece, che il catalizzatore è Thia Escardos a causa del suo potenziale come serial killer dell'umanità. Quando cerca di assumere le sembianze di una ragazza poco appariscente prende la forma della sua incarnazione Assassin vista in Fate/Apocrypha, sentendosi a proprio agio ma con un impulso nel sezionare le cose, oltre a provocare una paura inconscia in alcune persone poiché furono uccise da lui nella realtà alternativa. Diversamente dalla maggior parte degli appartenenti alla classe Berserker Jack mantiene la propria ragione, in quanto la sua leggenda lo ha definito come un simbolo di follia. I suoi Noble Phantasm sono From Hell, trasformandosi in uno pseudo-demone delle Specie fantasma dalla pelle velenosa e capace di sparare raggi dagli occhi, il cui potere cambia in proporzione alla densità della popolazione entro un raggio di 5 km, e Natural Born Killers, basato sulla teoria che fosse un gruppo e che consente la creazione di più corpi in base all'energia magica del Master - in questo caso 520 -, diminuendo in proporzione alla forza dell'entità trasformata; unito al precedente Noble Phantasm è in grado di materializzare duecento demoni. Viene evocato da Flat Escardos che non è minimamente preoccupato della sua "identità", cosa che lascia scioccato lo stesso Jack. Dopo aver scoperto che Tsubaki Kurouka è la Master del Falso Rider decidono di allearsi con il dipartimento di polizia di Orlando per metterla in sicurezza, scontrandosi con Alcide il quale, riconoscendone la forza, sottrae From Hell da Jack. Grazie all'aiuto di Alexander Dumas, che fonde insieme i tratti di Flat e Jack, i due sono in grado di sfruttare il collegamento che il Vero Archer ha con il Berserker dal Noble Phantasm rubato per indebolirlo e permettere che venga ferito.
Vero Berserker (真バーサーカー?, Shin Bāsākā) - Huwawa (フワワ?, Fuwawa)
La bestia della Foresta dei cedri nella mitologia mesopotamica, creata dal dio Utu per ottenere un essere umano completo unendo le anime di 2891 bambini di cui solo una, appartenente a una bambina, riuscì a conservare la propria sanità mentale: il risultato fu, però, una bestia disumana che divenne il guardiano della foresta. Riuscì, comunque, a fare amicizia con Enkidu, il quale le fabbricò un cerchietto di fiori prima di andarsene. Col tempo, però, Huwawa divenne un mostro urlante spinta da un odio sconosciuto, venendo infine uccisa da Enkidu insieme a Gilgamesh in quanto quest'ultimo la considerava un male che era necessario sconfiggere per impedire alla gente di morire di fame. A differenza di quando era in vita Huwawa appare come un robot quadrupede composto da pistoni, fili e cavi, i cui gemiti assomigliano a suoni distorti; è, inoltre, capace di modificare il proprio aspetto, nascondere la propria presenza come un camuffamento ottico e assorbire elettricità per ricaricare l'energia magica. Il motivo di tale cambiamento secondo Ishtar è perché Huwawa viene vista dagli umani come una calamità, e poiché nell'era attuale è la civiltà stessa a esserlo diventata, da quando gli umani hanno iniziato a controllare l'elettricità, la polvere da sparo e così via, il suo aspetto vi si è adattato. Attacca Haruri Borzark subito dopo essere stata evocata, venendo fermata dal tempestivo arrivo di Ishtar che la intimidisce e facendole stipulare un contratto con la sua Master. Insieme attaccano il laboratorio di Bazdilot Cordelion scontrandosi con Alcide finché non vengono tutti fermati da Francesco Prelati. In seguito lei e Ishtar bloccano Gilgamesh facendolo ferire dalle frecce avvelenate del Vero Archer, con il robot che decide di impalarlo come colpo finale. Il giorno dopo Huwawa trascorre la giornata costruendo il Tempio di Neo Ishtar.
Falso Assassin (偽アサシン?, Nise Asashin) - Assassin senza nome (無名のアサシン?, Mumei no Asashin)
Doppiata da: Lynn
Una donna candidatasi per la posizione di Hassan-i Sabbah degli Hashshashin ma che non venne riconosciuta come tale perché aveva solamente copiato le tecniche dei suoi predecessori, venendo sostituita da colui noto come Hassan dei Cento volti (apparso in Fate/Zero). È talmente zelota che persino all'interno del suo gruppo era definita una fanatica. Prova odio verso le Guerre del Santo Graal per aver portato i precedenti Hassan fuori dal loro percorso e il suo desiderio è quello di distruggere proprio la reliquia, in quanto rappresenta un'eresia per la sua fede, non perdendo tempo, infatti, a uccidere Jester Karture e i suoi discepoli subito dopo essere stata evocata. Il suo Noble Phantasm è Zabaniya: Pedigree fantasmatico, una combinazione delle precedenti diciotto Zabaniya, alcune delle quali più forti o più deboli delle originali. Arrivata a Snowfield uccide Cashura nel teatro dell'Opera, impedendogli la corretta evocazione della classe Saber, per poi venire scacciata dall'Excalibur di Riccardo. Cercando di portare a termine il suo obiettivo Assassin irrompe nel quartier generale della polizia scontrandosi con il Clan Calatin di Orlando Reeve, scoprendo che Jester è ancora vivo ed è determinato a distruggere la sua fede. Viene teletrasportata nei boschi dove sceglie di allearsi con Ayaka, Riccardo ed Enkidu in modo da contrastare Jester, venendo rifornita di mana dal mago di Saber al posto del suo Master; alla squadra si unisce anche Sigma, cui scopre che non ha ancora qualcosa in cui credere e che, durante la battaglia per la sicurezza di Tsubaki Kurouka, vorrebbe essere vissuta nel suo tempo così da salvarlo dal suo passato.
Vero Assassin (真アサシン?, Shin Asashin) - Hassan della trama spettrale (幽霊横糸のハッサン?, Yūrei Yokoito no Hassan)
Un Hassan-i Sabbah che divenne "l'ombra della morte" piuttosto che uno dei capi degli Hashshashin, con la sua posizione nella numerazione sconosciuta a tutti. A causa della sua natura unica è conosciuto come l'Ombra del Primo: rimane sempre nascosto, rendendo visibile solo la sua maschera che fluttua nell'oscurità e sparendo alla luce del sole. Essendo tutt'uno con l'oscurità, da cui trae anche energia magica, può nascondere la sua presenza anche al suo Master finché non si rivela, oltre a oscurare i parametri di entrambi. Grazie a questa sua capacità può infiltrarsi nelle aree più sicure senza essere scoperto ed è anche in grado di indurre la morte attraverso incidenti e malattie apparentemente naturali, oltre a poter manipolare la tecnologia in una certa misura. Il suo Noble Phantasm è Zabaniya: Sensibilità meditativa, una tecnica che lo connette all'ombra del mondo per comprendere tutto ciò che sta accadendo, permettendogli di collegarsi ai suoi bersagli in modo da eliminarli all'istante, ma può essere attivata solo se il suo Saint Graph è a rischio o il suo Master muore. Accetta di stipulare un contratto con Faldeus Dioland dopo aver constatato che ha una forte fede in qualcosa per cui è pronto a uccidere. Percepisce fin da subito la presenza del Falso Rider per, poi, essere inviato a uccidere il capofamiglia criminale Galvarosso Scladio, della cui famiglia è membro Bazdilot Cordelion. Prima di morire Galvarosso lo informa che era a conoscenza dell'ora della sua morte e lo implora di porre fine alla sua organizzazione, cresciuta oltre il suo controllo tanto da aver sovrascritto le menti di potenti personalità americane con la sua per compensare la sua scomparsa, ed essendo in linea con il suo obiettivo Hassan accetta. In seguito Faldeus gli ordina di assassinare Ishtar, non nascondendo il fatto che si tratti di una missione suicida, ma nella remota possibilità in cui riesca sarebbe stato libero dal loro contratto. Arrivato al Tempio di Neo Ishtar osserva il combattimento tra Jester Karture e il Falso Assassin contro Haruri Bozark e Huwawa, riconoscendo una Zabaniya della sua controparte.

### Personaggi secondari
Hansa Cervantes (ハンザ・セルバンテス?, Hanza Serubantesu)
Doppiato da: Katsuyuki Konishi
Un membro della Santa Chiesa inviato a Snowfield per agire come supervisore (seppur non ufficialmente) della Falsa Guerra del Santo Graal. È un uomo amichevole e spensierato che non prende sul serio le situazioni pericolose e fa quello che vuole, facendo spesso commenti sprezzanti sia nei confronti dei suoi nemici che dei suoi superiori, ma ciò non significa che sia indifferente ai suoi doveri. Proveniente da un piccolo villaggio nella regione montuosa della Spagna, vent'anni prima Hansa vide la sua città natale distrutta da un Apostolo della morte, costringendolo a sopravvivere tra le montagne. Venne trovato dal vescovo Dilo e poi affidato al suo conoscente Delmio Cervantes, che lo addestrò nelle arti marziali. Hansa decise di intraprendere la strada dell'Esecutore, facendosi, inoltre, sostituire il 70% del corpo con "gadget consacrati" cibernetici che migliorano notevolmente le sue capacità fisiche e hanno varie funzioni specializzate, divenendo un membro dell'Assemblea dell'Ottavo Sacramento. Incontra Tiné Chelc e Gilgamesh al casinò per, poi, andare da Orlando Reeve in modo da chiarire la propria posizione all'interno della guerra e salvando lui e il Clan Calatin da Jester Karture, stabilendosi in seguito nella chiesa di Snowfield.
Lord El-Melloi II (ロード・エルメロイII世?, Rōdo Erumeroi Nisei)
Doppiato da: Daisuke Namikawa
Professore molto apprezzato della Torre dell'Orologio e capo del Dipartimento di Teoria della magia moderna. In passato partecipò alla Quarta Guerra del Santo Graal quando era conosciuto come Waver Velvet. Cerca senza successo di evitare che Flat Escardos partecipi alla Guerra del Santo Graal di Snowfield quando riesce a origliare diverse informazioni, dandogli senza volerlo anche la replica del coltello di Jack lo Squartatore vinta al videogioco Night Wars of the British Empire. Successivamente scopre da Langal che una dei suoi studenti, Ayaka Sajyou, è una dei partecipanti, nonostante confermi che si tratti di una sosia dopo aver chiamato quella vera.
Langal (ランガル?, Rangaru)
Doppiato da: Shunsuke Sakuya
Un anziano mago specializzato nell'uso delle marionette e uno dei pochi a voler usare convenientemente la tecnologia moderna, pur non avendoci molta familiarità. Viene inviato a indagare sulla Falsa Guerra del Santo Graal insieme al suo allievo Faldeus, ignaro della vera natura di quest'ultimo finché non si rivela. Quello ucciso, però, era solamente un fantoccio manovrato dal vero Langal, il quale trasferisce la propria coscienza su uno improvvisato temendo che Faldeus possa aver sabotato gli altri.
Philia (フィリア?, Firia)
Doppiata da: Yui Makino
Una homunculus degli Einzbern che incontrò Ayaka Sajyou, donandole per una ragione sconosciuta cinque speciali Incantesimi di comando in modo da usurpare il Servant di un Master e indirizzandola a Snowfield. Successivamente anche lei arriva nella città, venendo osservata da Francesca Prelati che vuole usarla come Graal minore per il rituale. Quando Huwawa viene evocata, il suo corpo viene posseduto da Ishtar.
Ishtar (イシュタル?, Ishutaru)
Dea della mitologia mesopotamica e acerrima nemica di Gilgamesh ed Enkidu dopo che uccisero il suo toro del cielo Gugalanna, manifestandosi quando i due si riuniscono nella Guerra del Santo Graal di Snowfield e prendendo possesso del corpo di Philia. È in grado di manipolare liberamente l'energia magica - tanto che sembra "ammaliare" persino gli oggetti inanimati -, permettendole di combattere e usare incantesimi maggiori senza essere individuata. Salva appena in tempo Haruri Borzark dalla furia di Huwawa, la cui sola presenza fa intimidire il Vero Berserker, e insieme attaccano il laboratorio di Bazdilot Cordelion scontrandosi con lui e il suo Servant Alcide, il quale cerca di ucciderla a causa del suo odio per gli dèi ma ignorandola dopo aver capito che non è una "vera" dea. In seguito, sempre scortata da Huwawa, Ishtar aiuta Alcide a ferire Gilgamesh per, poi, cercare di ascendere in modo da riottenere tutti i suoi poteri divini e vegliare sul mondo costruendo il Tempio di Neo Ishtar, nominando Haruri sua alta sacerdotessa. Difende il tempio deviando i missili lanciati dall'organizzazione di Faldeus per, poi, schierare Huwawa e Gugalanna contro Jester Karture e il Falso Assassin.
Thia Escardos (ティア・エスカルドス?, Tia Esukarudosu)
Un essere creato come culmine di un piano di 1800 anni fa, lasciato all'interno dello Stemma magico della famiglia Escardos dal loro antenato Mesala, con l'obiettivo di creare i prossimi "Primi" della Terra, la specie che avrebbe preso il sopravvento quando l'ordine umano sarebbe finito o l'umanità avrebbe abbandonato il pianeta. È in grado di assorbire l'energia magica direttamente dall'atmosfera riuscendo ad accelerare o rallentare liberamente qualsiasi concetto all'interno dell'area d'effetto, seppur a livelli ragionevoli. Queste sue capacità la portano a essere paragonata a uno Spirito Eroico tanto da possedere due Noble Phantasm: A Clockwork Abaddon, un cannone acceleratore magico che accelera l'energia magica ad alta densità distorcendo lo spazio e deviando la luce, riversandola in un oggetto per poi scagliarlo a gran velocità, e un altro attualmente sconosciuto. Risiede all'interno di Flat Escardos, il quale riusciva a vederla fin dall'inizio così come il flusso di energia magica, abilità appartenente al suo altro "sé". Decisa ad adempiere al suo compito, anche nel dover cancellare gli umani, si affeziona a Flat dopo che questi, nonostante avesse le capacità per cancellarla, le dice che sarebbero vissuti insieme, provando invidia per Jack la cui anima si è mescolata a quella di Flat molto più della sua. Alla morte di quest'ultimo per mano dei soldati di Faldeus, Thia si impossessa del suo corpo e li massacra brutalmente, distruggendo l'intera rete di sorveglianza allestita intorno alla città di Snowfield in poche decine di secondi.

### Altri
Caubac Alcatraz (コーバック・アルカトラス?, Kōbakku Arukatorasu)
Doppiato da: Daisuke Kishio
Conosciuto come l'Apostolo della morte del Blocco del millennio e il Comico degli Apostoli della morte, è il ventisettesimo dei Ventisette Progenitori degli Apostoli della morte, un mago divenuto vampiro attraverso la ricerca magica. È un vecchio amico di Kischur Zelretch Schweinorg, con cui, nonostante sia scomparso da oltre un secolo, discute degli eventi della Falsa Guerra del Santo Graal attraverso un vecchio telefono, selezionando Ayaka Sajyou come esterna per partecipare alla Guerra.
Cashura (カーシュラ?, Kashūra)
Doppiato da: Akihiro Mine
Un mago che lavora per il governo degli Stati Uniti. Viene selezionato da Francesca Prelati per essere il Master di Saber, donandogli il fodero Avalon in modo da evocare Re Artù. Scegliendo il teatro dell'Opera come luogo di evocazione, cattura Ayaka che si aggira per l'edificio dopo essere stato avvertito da Faldeus usandola (su consiglio di Francesca) per valutare la lealtà del Servant nell'uccidere una persona indifesa. Il rituale, tuttavia, viene interrotto dal Falso Assassin che uccide Cashura, facendo sì che Ayaka diventi la Master di Saber.
Kischur Zelretch Schweinorg (キシュア・ゼルレッチ・シュバインオーグ?, Kishua Zerurecchi Shubain'ōgu)
Doppiato da: Ikuya Sawaki
Un mago dell'Era degli dèi che studiò sotto re Salomone, conosciuto come il Mago maresciallo all'interno dell'Associazione dei maghi e uno dei fondatori della Torre dell'Orologio, oltre a essere uno dei cinque maghi viventi a saper usare la Vera Magia; nel mondo di Fate non diventa un Apostolo della morte dopo aver sconfitto il re dei vampiri Brunestud della Luna Cremisi ma ottiene l'immortalità attraverso altri metodi, divenendo anche colui che creò il sistema della Guerra del Santo Graal insieme a Zouken Makiri, Justeaze Lizrich von Einzbern e il suo apprendista Nagato Tohsaka. Ha diversi soprannomi, tra cui Zelretch dei gioielli, Vecchio dei gioielli e Kaleidoscope, quest'ultimo dal nome della Seconda Magia che controlla la quale consente il funzionamento dei mondi paralleli. Diventa preoccupato per la Falsa Guerra del Santo Graal di Snowfield, temendo che porterà al risveglio prematuro di ORT a causa di Jester Karture, e discutendo con Caubac Alcatraz quale linea temporale debba osservare affinché diventi la realtà sulla base della persona scelta che preverrà il pericolo, scegliendo infine Ayaka Sajyou.
Yuukaku Kuruoka (繰丘夕鶴?, Kuroka Yuukaku)
Doppiato da: Yoshihisa Hosokawa
Il capo della famiglia Kuroka che, insieme alla moglie, sottopone sua figlia Tsubaki a dolorosi esperimenti tramite dei microrganismi scoperti in alcune rovine del Sud America, modificandoli tramite alcune ricerche sull'entomanzia di Zouken Matou, in modo da creare un erede che possa rendere la loro famiglia dedita alla magia. Prima dell'inizio della Falsa Guerra del Santo Graal contatta Orlando Reeve per unirsi alla sua organizzazione e riesce a ottenere la Balestra dell'abbattimento divino per permettere a sua figlia di poter evocare come Servant Qin Shi Huang. Tuttavia, Tsubaki evoca il Falso Rider, che porta lui e sua moglie nel mondo onirico da lei creato e li infetta con il proprio potere sovrascrivendone la personalità, rendendoli la famiglia amorevole che Tsubaki aveva sempre desiderato.
Master di Archer (アーチャーのマスター?, Āchā no Masutā)
Doppiato da: Wataru Tsuyuzaki
Il Master originale di Gilgamesh, facente parte di una linea di maghi divenuta stagnante e che decide di partecipare alla Falsa Guerra del Santo Graal per risollevarla, tanto che, poco prima della partenza, uccide il proprio figlio, in quanto aveva molto meno potenziale magico di lui, e sua moglie che cercava di fermarlo. Arrivato a Snowfield evoca Gilgamesh tramite la chiave della sua volta del tesoro, scoperta da un suo antenato che cercò di ottenere le ricchezze di Uruk, ma poco dopo Tiné Chelc gli sottrae i suoi Incantesimi di comando e, dopo aver cercato di avvertirlo della sua inadeguatezza, lo elimina.
Doris Lusendra (ドリス・ルセンドラ?, Dorisu Rusendora)
La figlia più giovane della famiglia Lusendra, originaria dell'estremo nord in cui utilizzano la magia di rinforzo e che si dice abbiano scartato persino il concetto di umanità. È una ragazza con denti da squalo e indossa un paio di occhiali gotici incisi con lettere magiche. Stipula un contratto con Francesca Prelati per essere la Master del Vero Rider, che, però, è costretta a cedere alla Classe El-Melloi dopo aver perso contro la loro rappresentante Rin Tohsaka. La sua partecipazione viene usata dalla classe per mascherare le loro attività nella Guerra del Santo Graal.
Van-Fem (ヴァン-フェム?, Van-Femu)
Conosciuto come Signore oscuro del Mondo degli affari, è il quattordicesimo dei Ventisette Progenitori degli Apostoli della morte. Nonostante sia un vampiro ha un intenso interesse per la società umana, detenendo una posizione di rilievo nella società pubblica sotto il suo vero nome, Valery Fernand Vandelstam (ヴァレリー・フェルナンド・ヴァンデルシュターム?, Varerī Ferunando Vanderushutāmu), arrivando persino a preoccuparsi degli affari globali e ama le cose banali. Recentemente ha costruito edifici nella città di Monaco e ha iniziato a gestire una nave casinò, la Fem's Casa, dove sfida i visitatori su base settimanale; proprio qui incontrò Flat Escardos che vi si era intrufolato, permettendogli di rimanere in cambio di mostrargli la sua magia. Durante lo scontro con Jester Karture, Flat chiama Van-Fem sul cellulare di Hansa e dopo aver appreso dell'intenzione di Jester di negare la storia umana a causa della sua ossessione per il suo Servant recide completamente i legami con lui rivelando il suo vero nome, chiedendo poi ad Hansa di sbarazzarsene.

## Media

### Light novel
La serie di light novel, scritta da Ryōgo Narita e illustrata da Morii Shizuki, viene pubblicata dal 10 gennaio 2015 edita da ASCII Media Works sotto l'etichetta Dengeki Bunko. All'8 marzo 2024 sono stati pubblicati un totale di nove volumi.
| Nº | Data di prima pubblicazione | Data di prima pubblicazione | Data di prima pubblicazione |
| Nº | Giapponese                  | Giapponese                  |                             |
| -- | --------------------------- | --------------------------- | --------------------------- |
| 1  | 10 gennaio 2015             | ISBN 978-4-04-869168-0      |                             |
| 2  | 9 maggio 2015               | ISBN 978-4-04-865129-5      |                             |
| 3  | 10 maggio 2016              | ISBN 978-4-04-865763-1      |                             |
| 4  | 8 aprile 2017               | ISBN 978-4-04-892756-7      |                             |
| 5  | 10 aprile 2019              | ISBN 978-4-04-893519-7      |                             |
| 6  | 10 gennaio 2020             | ISBN 978-4-04-912956-4      |                             |
| 7  | 10 marzo 2022               | ISBN 978-4-04-914283-9      |                             |
| 8  | 10 febbraio 2023            | ISBN 978-4-04-914820-6      |                             |
| 9  | 8 marzo 2024                | ISBN 978-4-04-915448-1      |                             |

### Manga
Un adattamento manga ad opera degli stessi autori della light novel viene pubblicato da Type-Moon sotto l'etichetta Type-Moon Books dal 10 gennaio 2015. Al 10 marzo 2022 sono stati pubblicati un totale di cinque volumi.
| Nº | Data di prima pubblicazione | Data di prima pubblicazione | Data di prima pubblicazione |
| Nº | Giapponese                  | Giapponese                  |                             |
| -- | --------------------------- | --------------------------- | --------------------------- |
| 1  | 14 gennaio 2016             | ISBN 978-4-04-730988-3      |                             |
| 2  | 14 gennaio 2016             | ISBN 978-4-04-730989-0      |                             |
| 3  | 23 agosto 2017              | ISBN 978-4-04-730990-6      |                             |
| 4  | 4 ottobre 2019              | ISBN 978-4-04-730991-3      |                             |
| 5  | 10 febbraio 2022            | ISBN 978-4-04-730992-0      |                             |

### Anime
Un video promozionale animato ufficiale è stato reso disponibile il 31 dicembre 2019, animato dallo studio A-1 Pictures e presenta la canzone Belong di Hiroyuki Sawano.
Uno speciale televisivo è stato annunciato durante l'evento Aniplex Online Fest 2022 tenutosi il 24 settembre 2022. Intitolato Fate/strange fake: Whisper of Dawn, l'anime è prodotto da A-1 Pictures e diretto da Shun Enokido e Takahito Sakazume, con la sceneggiatura scritta da Daisuke Ōhigashi, il character design di Yūkei Yamada e la colonna sonora composta da Hiroyuki Sawano. Lo speciale. originariamente previsto per la trasmissione in Giappone il 31 dicembre 2022 durante l'evento annuale Fate Project New Year's TV Special, è stato in seguito posticipato all'estate 2023 per via di alcuni problemi riscontrati durante la produzione. Lo speciale è stato trasmesso in Giappone il 2 luglio 2023 su Tokyo MX e BS11, seguito da una prima mondiale all'Anime Expo di Los Angeles. La sigla è FAKEit di SawanoHiroyuki[nZk]:Laco. I diritti per la distribuzione internazionale al di fuori dell'Asia sono stati acquistati da Crunchyroll che ha pubblicato lo speciale in versione sottotitolata in vari Paesi del mondo, tra cui l'Italia.
Durante l'Anime Expo 2023 è stata annunciata una serie televisiva anime. I principali membri dello staff dello speciale televisivo torneranno a ricoprire i rispettivi ruoli. Il primo episodio è stato trasmesso durante l'evento annuale Fate Project New Year's Eve TV Special il 31 dicembre 2024, ed è stato preceduto dalla trasmissione in diretta al Fate 20th Anniversary Showcase a Hollywood il 23 novembre 2024. Gli episodi successivi, a partire dal secondo, saranno trasmessi nel 2025. Crunchyroll ha concesso la licenza della serie per la distribuzione nei Paesi occidentali. In Italia la serie viene pubblicata in simulcast in versione sottotitolata su Crunchyroll.

#### Episodi
Questa lista è suscettibile di variazioni e potrebbe essere incompleta o non aggiornata.

| Nº | Titolo italiano Giapponese 「Kanji」 - Rōmaji                               | In onda          | In onda |
| Nº | Titolo italiano Giapponese 「Kanji」 - Rōmaji                               | Giapponese       |         |
| 0  | Fate/strange Fake: Whispers of Dawn 「Fate/strange Fake: Whispers of Dawn」 | 2 luglio 2023    |         |
| 1  | L'incidente degli spiriti eroici 「英霊事件」 - Eirei jiken                 | 31 dicembre 2024 |         |